# نيكولاي فلاديميروفيتش إيفانوف
نيكولاي فلاديميروفيتش إيفانوف (بالروسية: Иванов, Николай Владимирович)‏ (مواليد 24 يناير 1964 في سانت بطرسبرغ) حكم كرة قدم روسي . قرر الاتحاد الدولي لكرة القدم اعتماده حكما دوليا في سنة 2000. أدار العديد من مباريات دوري أبطال أوروبا، دوري أوروبا، تصفيات كأس العالم 2006، تصفيات كأس العالم 2010، و تصفيات كأس الأمم الأوروبية 2008 .